# Нижняя Кыръёль
Нижняя Кыръёль (устар. Нижняя Кыр-Ёль) — река в России, течёт по территории Удорского района Республики Коми. Правый приток реки Чим.
Длина реки составляет 12 км.
Течёт по лесной болотистой местности. В верхней половине реки генеральным направлением течения является северо-запад, в нижней — запад.

## Данные водного реестра
По данным государственного водного реестра России относится к Двинско-Печорскому бассейновому округу, водохозяйственный участок реки — Мезень от истока до водомерного поста у деревни Малонисогорская. Речной бассейн реки — Мезень.
Код объекта в государственном водном реестре — 03030000112103000046798.